# Максимилиен дьо Бетюн
Максимилиен дьо Бетюн (на френски: Maximilien de Béthune), известен също като херцог Дьо Сюли, е френски благородник, офицер (маршал) и политик, един от най-близките съветници на крал Анри IV.
Роден е на 13 декември 1559 г. в замъка на Рони сюр Сен в хугенотски клон на стария благороднически род Бетюн. През 1572 г., избягвайки кланетата на Вартоломеевата нощ, той се присъединява към двора на наварския крал Анри и остава негов приближен до края на живота му. Участва в Религиозните войни, а след като Анри получава френската корона става финансов министър и провежда решителни реформи в администрацията и фиска. След смъртта на Анри IV е един от регентите на малолетния Луи XIII, но влиза в конфликт с кралицата майка Мария де  Медичи и към 1616 г. се оттегля от министерските си постове. През следващите години пише мемоари и продължава да играе важна роля в хугенотската общност, опитвайки се да посредничи между нея и кралския двор.
Максимилиен дьо Бетюн умира на 22 декември 1641 г. в замъка на Вилбон.